# Heinrich Schmidtke
Heinrich Schmidtke (* 2. März 1894 in Zamenty bei Kalisch, Russisches Kaiserreich; † 12. Juli 1954 in Berlin) war ein deutscher Politiker (SPD).
Heinrich Schmidtke trat 1920 der SPD bei und wurde kaufmännischer Angestellter. Da Erna Maraun das Hauptjugendamt beim Magistrat von Berlin leitete, rückte Schmidtke im Oktober 1947 in die Stadtverordnetenversammlung von Groß-Berlin nach. Mit dem Ablauf der Legislaturperiode schied er Ende 1948 aus dem Parlament aus.